# 칸다바숲

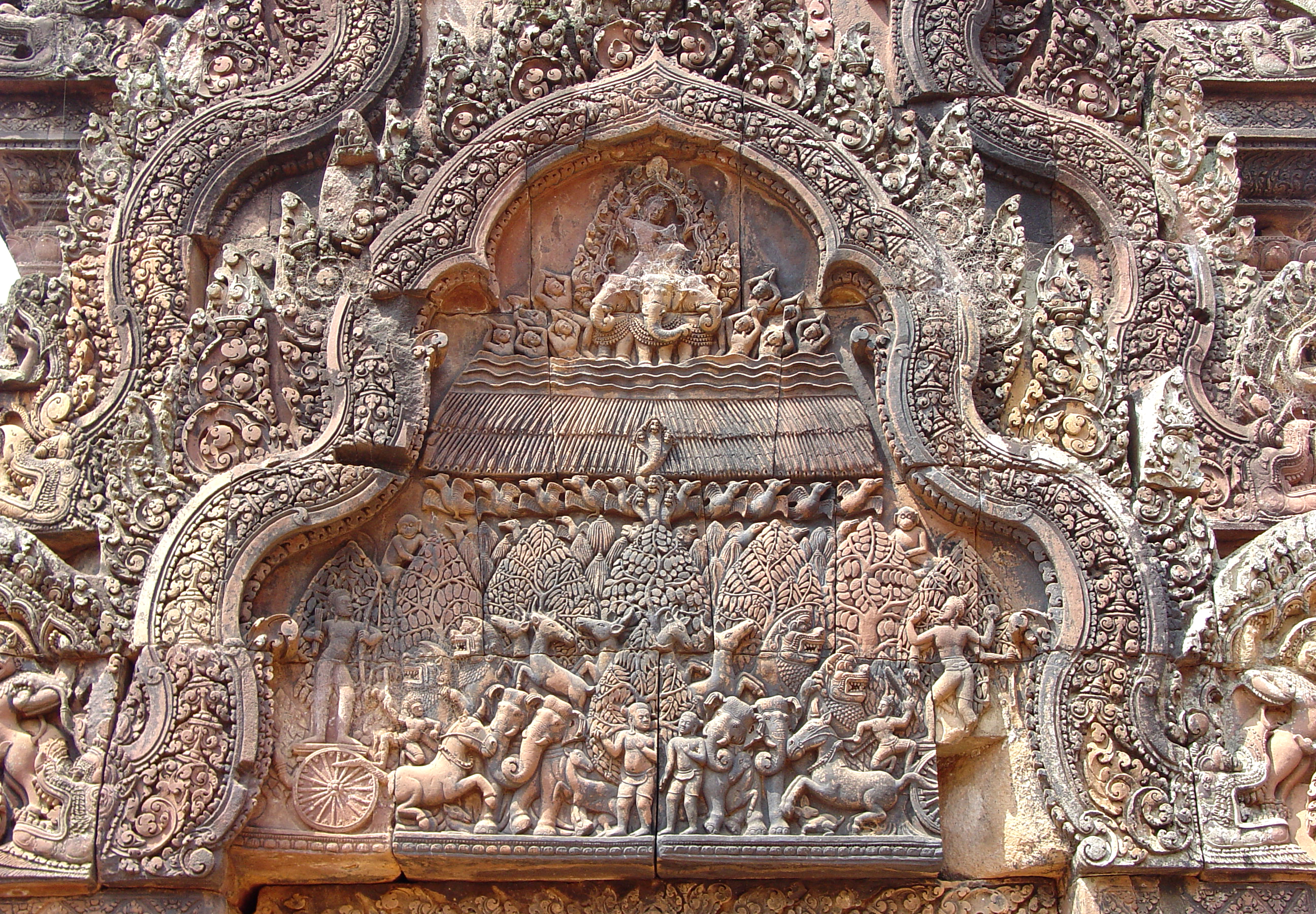
반테이 스레이의 부조. 칸다바숲이 불타는 모습: 아르주나와 크리슈나는 아그니가 숲(하단)을 삼키도록, 인드라(상단)가 불을 끄기 위해 만든 비에 화살을 쏘고 있다. 뱀들(나가족)은 불을 피해 달아나려 한다(중간).

칸다바숲(산스크리트어: खाण्डव वन 칸다바 바나) 또는 칸다바프라스타(산스크리트어: खाण्डवप्रस्‍थ; IAST: Khāṇḍavaprastha)는 서사시 마하바라타에 언급된 숲이다. 이 숲은 야무나강 서쪽에 위치했다. 판다바는 이 숲을 개간하여 인드라프라스타라는 수도를 건설했다고 묘사된다. 이 숲은 이전에 탁샤카라는 왕이 이끄는 나가족이 살고 있었다.
아르주나와 크리슈나는 이 숲에 불을 질러 개간했다고 한다. 이 숲의 주민들은 살 곳을 잃었다. 이것이 인드라프라스타와 하스티나푸라를 다스렸던 쿠루 왕국의 왕들에 대한 나가족 탁샤카의 적대감의 근본 원인이었다.

## 전설
전설에 따르면, 불의 신인 아그니는 자신의 굶주림을 채우기 위해 숲을 불태워야 했다. 그의 굶주림을 만족시킬 다른 것은 없었다. 마하바라타는 인드라가 칸다바숲의 수호신(데바)이었기 때문에 이 지역이 인드라프라스타로 알려졌다고 말한다.
그러나 그가 불을 지필 때마다 인드라는 비를 내리게 하여 불을 껐다. 그래서 아그니는 브라만으로 변장하여 크리슈나와 아르주나에게 다가가 도움을 요청했다. 숲이 불타고 있을 때, 인드라는 바즈라로 아르주나를 공격하여 부상을 입혔다. 그러나 아르주나와 크리슈나는 그 맹렬한 전투에서 모든 데바, 간다르바 그리고 아수라를 물리치고 숲 전체를 불태웠다.
일곱 생물을 제외하고는 모두 아그니에 의해 소멸되었다. 불에서 구원받은 일곱 생물은 아슈바세나(탁샤카의 아들)라는 나가족, 마야 다나바와 다섯 마리의 사라간카(새)였다. 다섯 마리의 새는 자히타(리시 만다팔라의 아내)와 그들의 네 자녀인 자히타리, 사리스리크카, 스탐밤미트라, 드로나였다.
이전에 가족을 버리고 칸다바숲을 떠나 두 번째 아내 라피타와 살았던 만다팔라는 아그니가 자신의 소원해진 가족을 대화재에서 구하도록 설득하는 데 중요한 역할을 했다. 탁샤카의 아내는 아들 아슈바세나를 구하기 위해 목숨을 바쳤고, 아슈바세나는 나중에 카르나의 특별한 화살 중 하나에 자신을 올려놓아 쿠루크셰트라 전쟁 중에 아르주나를 죽이려 했다. 탁샤카는 나중에 아르주나의 손자인 파리크시트의 죽음의 원인이 됨으로써 친척들의 죽음에 복수했다.

## 관련 장소
다음 지역들은 대중적인 믿음에 따라 이 숲과 관련이 있다고 여겨진다:
하리아나주 카르코다의 차파데슈와르 마하데브 만디르는 칸다바숲의 일부였다.
하리아나주 소니파트구 카르코다 테실의 칸다 마을은 칸다바숲의 이름을 따서 명명되었다.

## 같이 보기
- 나이미샤라냐니야 (숲)
- 인드라프라스타
- 마야사바